# Éliminatoires de la Coupe du monde de football 2018, zone Europe, groupe C
Navigation
Groupe B Groupe D
Cet article donne les résultats des matches du groupe C de la zone Europe du tour préliminaire de la Coupe du monde de football 2018.
Le Groupe C est composé de 6 équipes nationales européennes dont le champion du monde en titre, l'Allemagne. Le 1er du groupe sera qualifié d'office pour la coupe du monde 2018, le 2e devra passer par des barrages.

## Classement
| Rang | Équipe          | Pts | J  | G  | N | P  | Bp | Bc | Diff |  | Résultats (▼ dom., ► ext.) |     |     |     |     |     |     |
| ---- | --------------- | --- | -- | -- | - | -- | -- | -- | ---- |  | -------------------------- | --- | --- | --- | --- | --- | --- |
| 1    | Allemagne       | 30  | 10 | 10 | 0 | 0  | 43 | 4  | +39  |  | Allemagne                  |     | 2-0 | 3-0 | 6-0 | 5-1 | 7-0 |
| 2    | Irlande du Nord | 19  | 10 | 6  | 1 | 3  | 17 | 6  | +11  |  | Irlande du Nord            | 1-3 |     | 2-0 | 2-0 | 4-0 | 4-0 |
| 3    | Tchéquie        | 15  | 10 | 4  | 3 | 3  | 17 | 10 | +7   |  | Tchéquie                   | 1-2 | 0-0 |     | 2-1 | 0-0 | 5-0 |
| 4    | Norvège         | 13  | 10 | 4  | 1 | 5  | 17 | 16 | +1   |  | Norvège                    | 0-3 | 1-0 | 1-1 |     | 2-0 | 4-1 |
| 5    | Azerbaïdjan     | 10  | 10 | 3  | 1 | 6  | 10 | 19 | -9   |  | Azerbaïdjan                | 1-4 | 0-1 | 1-2 | 1-0 |     | 5-1 |
| 6    | Saint-Marin     | 0   | 10 | 0  | 0 | 10 | 2  | 51 | -49  |  | Saint-Marin                | 0-8 | 0-3 | 0-6 | 0-8 | 0-1 |     |

- Saint-Marin est éliminé depuis le 10 juin 2017 à la suite de sa défaite (7-0) en Allemagne conjuguée à la victoire (0-1) de l'Irlande du Nord en Azerbaïdjan.
- La Norvège et la République tchèque sont éliminées à la suite de leur défaite (6-0) et (2-0) en Allemagne et en Irlande du Nord, le 4 septembre 2017.
- L'Azerbaïdjan est éliminé depuis le 4 septembre 2017 malgré sa victoire (5-1) face à Saint-Marin à la suite de la victoire (2-0) de l'Irlande du Nord face à la République tchèque.
- L'Irlande du Nord assure de terminer deuxième du groupe et joue les barrages à la suite de leur défaite (1-3) face à l'Allemagne, son adversaire assure de terminer premier du groupe et se qualifie pour la coupe du monde de football de 2018, le 5 octobre 2017.

## Résultats et calendrier
Le calendrier du groupe C a été publié par l'UEFA le 26 juillet 2015, le jour suivant le tirage au sort à Saint-Pétersbourg (Russie). Horaires en HEC.
| 1re journée            | Saint-Marin                   | 0 – 1   | Azerbaïdjan  | Stadio Olimpico, Serravalle                        |                                                    |
| 4 septembre 2016 18h00 |                               | (0 – 1) | 45e Qurbanov | Spectateurs : 886 Arbitrage : Sébastien Delferiere | Spectateurs : 886 Arbitrage : Sébastien Delferiere |
| 4 septembre 2016 18h00 | Rapport (FIFA) Rapport (UEFA) |         |              | Spectateurs : 886 Arbitrage : Sébastien Delferiere | Spectateurs : 886 Arbitrage : Sébastien Delferiere |

| 4 septembre 2016 | Tchéquie                      | 0 – 0   | Irlande du Nord | Generali Arena, Prague                              |                                                     |
| 20h45            |                               | (0 – 0) |                 | Spectateurs : 10 731 Arbitrage : Tasos Sidiropoulos | Spectateurs : 10 731 Arbitrage : Tasos Sidiropoulos |
| 20h45            | Rapport (FIFA) Rapport (UEFA) |         |                 | Spectateurs : 10 731 Arbitrage : Tasos Sidiropoulos | Spectateurs : 10 731 Arbitrage : Tasos Sidiropoulos |

| 4 septembre 2016 | Norvège                       | 0 – 3   | Allemagne                    | Ullevaal Stadion, Oslo                          |                                                 |
| 20h45            |                               | (0 – 2) | 16e 60e Müller · 45e Kimmich | Spectateurs : 26 793 Arbitrage : William Collum | Spectateurs : 26 793 Arbitrage : William Collum |
| 20h45            | Rapport (FIFA) Rapport (UEFA) |         |                              | Spectateurs : 26 793 Arbitrage : William Collum | Spectateurs : 26 793 Arbitrage : William Collum |

| 2e journée           | Azerbaïdjan                   | 1 – 0   | Norvège | Stade olympique de Bakou, Bakou              |                                              |
| 8 octobre 2016 18h00 | Medvedev 11e                  | (1 – 0) |         | Spectateurs : 35 000 Arbitrage : Liran Liany | Spectateurs : 35 000 Arbitrage : Liran Liany |
| 8 octobre 2016 18h00 | Rapport (FIFA) Rapport (UEFA) |         |         | Spectateurs : 35 000 Arbitrage : Liran Liany | Spectateurs : 35 000 Arbitrage : Liran Liany |

| 8 octobre 2016 | Allemagne                     | 3 – 0   | Tchéquie | Imtech Arena, Hambourg                          |                                                 |
| 20h45          | Müller 13e 65e · Kroos 49e    | (1 – 0) |          | Spectateurs : 51 299 Arbitrage : Ovidiu Hațegan | Spectateurs : 51 299 Arbitrage : Ovidiu Hațegan |
| 20h45          | Rapport (FIFA) Rapport (UEFA) |         |          | Spectateurs : 51 299 Arbitrage : Ovidiu Hațegan | Spectateurs : 51 299 Arbitrage : Ovidiu Hațegan |

| 8 octobre 2016 | Irlande du Nord                                  | 4 – 0   | Saint-Marin | Windsor Park, Belfast                          |                                                |
| 20h45          | Davis 26e (pen.) · Lafferty 79e 90+4e · Ward 86e | (1 – 0) |             | Spectateurs : 18 234 Arbitrage : István Kovács | Spectateurs : 18 234 Arbitrage : István Kovács |
| 20h45          | Rapport (FIFA) Rapport (UEFA)                    |         |             | Spectateurs : 18 234 Arbitrage : István Kovács | Spectateurs : 18 234 Arbitrage : István Kovács |

| 3e journée            | Tchéquie                      | 0 – 0   | Azerbaïdjan | Stade municipal d'Ostrava, Ostrava         |                                            |
| 11 octobre 2016 20h45 |                               | (0 – 0) |             | Spectateurs : 12 148 Arbitrage : Matej Jug | Spectateurs : 12 148 Arbitrage : Matej Jug |
| 11 octobre 2016 20h45 | Rapport (FIFA) Rapport (UEFA) |         |             | Spectateurs : 12 148 Arbitrage : Matej Jug | Spectateurs : 12 148 Arbitrage : Matej Jug |

| 11 octobre 2016 | Allemagne                     | 2 – 0   | Irlande du Nord | HDI-Arena, Hanovre                                 |                                                    |
| 20h45           | Draxler 13e · Khedira 17e     | (2 – 0) |                 | Spectateurs : 42 132 Arbitrage : Paolo Tagliavento | Spectateurs : 42 132 Arbitrage : Paolo Tagliavento |
| 20h45           | Rapport (FIFA) Rapport (UEFA) |         |                 | Spectateurs : 42 132 Arbitrage : Paolo Tagliavento | Spectateurs : 42 132 Arbitrage : Paolo Tagliavento |

| 11 octobre 2016 | Norvège                                                       | 4 – 1   | Saint-Marin    | Ullevaal Stadion, Oslo                         |                                                |
| 20h45           | Simoncini 12e (csc) · Diomande 77e · Samuelsen 82e · King 83e | (1 – 0) | 54e Stefanelli | Spectateurs : 8 214 Arbitrage : Benoît Bastien | Spectateurs : 8 214 Arbitrage : Benoît Bastien |
| 20h45           | Rapport (FIFA) Rapport (UEFA)                                 |         |                | Spectateurs : 8 214 Arbitrage : Benoît Bastien | Spectateurs : 8 214 Arbitrage : Benoît Bastien |

| 4e journée             | Tchéquie                      | 2 – 1   | Norvège  | Eden Aréna, Prague                           |                                              |
| 11 novembre 2016 20h45 | Krmenčík 11e · Zmrhal 47e     | (1 – 0) | 87e King | Spectateurs : 16 411 Arbitrage : Bas Nijhuis | Spectateurs : 16 411 Arbitrage : Bas Nijhuis |
| 11 novembre 2016 20h45 | Rapport (FIFA) Rapport (UEFA) |         |          | Spectateurs : 16 411 Arbitrage : Bas Nijhuis | Spectateurs : 16 411 Arbitrage : Bas Nijhuis |

| 11 novembre 2016 | Irlande du Nord                                         | 4 – 0   | Azerbaïdjan | Windsor Park, Belfast                           |                                                 |
| 20h45            | Lafferty 27e · McAuley 40e · McLaughlin 66e · Brunt 83e | (2 – 0) |             | Spectateurs : 18 404 Arbitrage : Clément Turpin | Spectateurs : 18 404 Arbitrage : Clément Turpin |
| 20h45            | Rapport (FIFA) Rapport (UEFA)                           |         |             | Spectateurs : 18 404 Arbitrage : Clément Turpin | Spectateurs : 18 404 Arbitrage : Clément Turpin |

| 11 novembre 2016 | Saint-Marin                   | 0 – 8   | Allemagne                                                                            | Stadio Olimpico, Serravalle                   |                                               |
| 20h45            |                               | (0 – 3) | 7e Khedira · 9e 58e 76e Gnabry · 32e 65e Hector · 82e (csc) Stefanelli · 85e Volland | Spectateurs : 3 851 Arbitrage : Artyom Kuchin | Spectateurs : 3 851 Arbitrage : Artyom Kuchin |
| 20h45            | Rapport (FIFA) Rapport (UEFA) |         |                                                                                      | Spectateurs : 3 851 Arbitrage : Artyom Kuchin | Spectateurs : 3 851 Arbitrage : Artyom Kuchin |

| 5e journée         | Azerbaïdjan                   | 1 – 4   | Allemagne                                 | Stade Tofiq-Béhramov, Bakou                     |                                                 |
| 26 mars 2017 18h00 | Nazarov 31e                   | (1 – 3) | 19e 81e Schürrle · 36e Müller · 45e Gomez | Spectateurs : 30 000 Arbitrage : Daniele Orsato | Spectateurs : 30 000 Arbitrage : Daniele Orsato |
| 26 mars 2017 18h00 | Rapport (FIFA) Rapport (UEFA) |         |                                           | Spectateurs : 30 000 Arbitrage : Daniele Orsato | Spectateurs : 30 000 Arbitrage : Daniele Orsato |

| 26 mars 2017 | Saint-Marin                   | 0 – 6   | Tchéquie                                                                  | Stadio Olimpico, Serravalle                   |                                               |
| 18h00        |                               | (0 – 5) | 17e 24e Barák · 19e 77e (pen.) Darida · 26e Gebre Selassie · 43e Krmenčík | Spectateurs : 1 023 Arbitrage : Kristo Tohver | Spectateurs : 1 023 Arbitrage : Kristo Tohver |
| 18h00        | Rapport (FIFA) Rapport (UEFA) |         |                                                                           | Spectateurs : 1 023 Arbitrage : Kristo Tohver | Spectateurs : 1 023 Arbitrage : Kristo Tohver |

| 26 mars 2017 | Irlande du Nord               | 2 – 0   | Norvège | Windsor Park, Belfast                          |                                                |
| 20h45        | Ward 2e · Washington 33e      | (2 – 0) |         | Spectateurs : 18 161 Arbitrage : Hüseyin Göçek | Spectateurs : 18 161 Arbitrage : Hüseyin Göçek |
| 20h45        | Rapport (FIFA) Rapport (UEFA) |         |         | Spectateurs : 18 161 Arbitrage : Hüseyin Göçek | Spectateurs : 18 161 Arbitrage : Hüseyin Göçek |

| 6e journée         | Azerbaïdjan                   | 0 – 1   | Irlande du Nord | Stade Tofiq-Béhramov, Bakou                               |                                                           |
| 10 juin 2017 18h00 |                               | (0 – 0) | 90+2e Dallas    | Spectateurs : 27 978 Arbitrage : Xavier Estrada Fernández | Spectateurs : 27 978 Arbitrage : Xavier Estrada Fernández |
| 10 juin 2017 18h00 | Rapport (FIFA) Rapport (UEFA) |         |                 | Spectateurs : 27 978 Arbitrage : Xavier Estrada Fernández | Spectateurs : 27 978 Arbitrage : Xavier Estrada Fernández |

| 10 juin 2017 | Allemagne                                                                | 7 – 0   | Saint-Marin | Grundig Stadion, Nuremberg                     |                                                |
| 20h45        | Draxler 11e · Wagner 16e 29e 85e · Younes 38e · Mustafi 47e · Brandt 72e | (4 – 0) |             | Spectateurs : 32 467 Arbitrage : Radu Petrescu | Spectateurs : 32 467 Arbitrage : Radu Petrescu |
| 20h45        | Rapport (FIFA) Rapport (UEFA)                                            |         |             | Spectateurs : 32 467 Arbitrage : Radu Petrescu | Spectateurs : 32 467 Arbitrage : Radu Petrescu |

| 10 juin 2017 | Norvège                       | 1 – 1   | Tchéquie           | Ullevaal Stadion, Oslo                          |                                                 |
| 20h45        | Søderlund 55e (pen.)          | (0 – 1) | 36e Gebre Selassie | Spectateurs : 12 179 Arbitrage : Andre Marriner | Spectateurs : 12 179 Arbitrage : Andre Marriner |
| 20h45        | Rapport (FIFA) Rapport (UEFA) |         |                    | Spectateurs : 12 179 Arbitrage : Andre Marriner | Spectateurs : 12 179 Arbitrage : Andre Marriner |

| 7e journée               | Tchéquie                      | 1 – 2   | Allemagne               | Eden Aréna, Prague                              |                                                 |
| 1er septembre 2017 20h45 | Darida 78e                    | (0 – 1) | 4e Werner · 88e Hummels | Spectateurs : 18 093 Arbitrage : Sergei Karasev | Spectateurs : 18 093 Arbitrage : Sergei Karasev |
| 1er septembre 2017 20h45 | Rapport (FIFA) Rapport (UEFA) |         |                         | Spectateurs : 18 093 Arbitrage : Sergei Karasev | Spectateurs : 18 093 Arbitrage : Sergei Karasev |

| 1er septembre 2017 | Norvège                             | 2 – 0   | Azerbaïdjan | Ullevaal Stadion, Oslo                           |                                                  |
| 20h45              | King 32e (pen.) · Sadygov 59e (csc) | (1 – 0) |             | Spectateurs : 8 599 Arbitrage : Daniel Stefański | Spectateurs : 8 599 Arbitrage : Daniel Stefański |
| 20h45              | Rapport (FIFA) Rapport (UEFA)       |         |             | Spectateurs : 8 599 Arbitrage : Daniel Stefański | Spectateurs : 8 599 Arbitrage : Daniel Stefański |

| 1er septembre 2017 | Saint-Marin                   | 0 – 3   | Irlande du Nord                     | Stadio Olimpico, Serravalle                 |                                             |
| 20h45              |                               | (0 – 0) | 70e 75e Magennis · 78e (pen.) Davis | Spectateurs : 2 544 Arbitrage : Enea Jorgji | Spectateurs : 2 544 Arbitrage : Enea Jorgji |
| 20h45              | Rapport (FIFA) Rapport (UEFA) |         |                                     | Spectateurs : 2 544 Arbitrage : Enea Jorgji | Spectateurs : 2 544 Arbitrage : Enea Jorgji |

| 8e journée             | Azerbaïdjan                                                         | 5 – 1   | Saint-Marin | Stade Tofiq-Béhramov, Bakou                      |                                                  |
| 4 septembre 2017 18h00 | Ismayilov 20e 57e · Abdullayev 25e · Cevoli 71e (csc) · Sadygov 81e | (2 – 0) | 74e Palazzi | Spectateurs : 8 000 Arbitrage : Nikola Dabanović | Spectateurs : 8 000 Arbitrage : Nikola Dabanović |
| 4 septembre 2017 18h00 | Rapport (FIFA) Rapport (UEFA)                                       |         |             | Spectateurs : 8 000 Arbitrage : Nikola Dabanović | Spectateurs : 8 000 Arbitrage : Nikola Dabanović |

| 4 septembre 2017 | Allemagne                                                          | 6 – 0   | Norvège | Mercedes-Benz Arena, Stuttgart                     |                                                    |
| 20h45            | Özil 10e · Draxler 17e · Werner 21e 40e · Goretzka 50e · Gómez 79e | (4 – 0) |         | Spectateurs : 53 814 Arbitrage : Gediminas Mažeika | Spectateurs : 53 814 Arbitrage : Gediminas Mažeika |
| 20h45            | Rapport (FIFA) Rapport (UEFA)                                      |         |         | Spectateurs : 53 814 Arbitrage : Gediminas Mažeika | Spectateurs : 53 814 Arbitrage : Gediminas Mažeika |

| 4 septembre 2017 | Irlande du Nord               | 2 – 0   | Tchéquie | Windsor Park, Belfast                           |                                                 |
| 20h45            | Evans 28e · Brunt 41e         | (2 – 0) |          | Spectateurs : 18 167 Arbitrage : Daniele Orsato | Spectateurs : 18 167 Arbitrage : Daniele Orsato |
| 20h45            | Rapport (FIFA) Rapport (UEFA) |         |          | Spectateurs : 18 167 Arbitrage : Daniele Orsato | Spectateurs : 18 167 Arbitrage : Daniele Orsato |

| 9e journée           | Azerbaïdjan                   | 1 – 2   | Tchéquie              | Stade olympique de Bakou, Bakou |                           |
| 5 octobre 2017 18h00 | Ismayilov 55e (pen.)          | (0 – 1) | 35e Kopic · 66e Barák | Arbitrage : Benoît Millot       | Arbitrage : Benoît Millot |
| 5 octobre 2017 18h00 | Rapport (FIFA) Rapport (UEFA) |         |                       | Arbitrage : Benoît Millot       | Arbitrage : Benoît Millot |

| 5 octobre 2017 | Irlande du Nord               | 1 – 3   | Allemagne                          | Windsor Park, Belfast      |                            |
| 20h45          | Magennis 90+3e                | (0 – 2) | 2e Rudy · 21e Wagner · 86e Kimmich | Arbitrage : Danny Makkelie | Arbitrage : Danny Makkelie |
| 20h45          | Rapport (FIFA) Rapport (UEFA) |         |                                    | Arbitrage : Danny Makkelie | Arbitrage : Danny Makkelie |

| 5 octobre 2017 | Saint-Marin                   | 0 – 8   | Norvège                                                                                | Stadio Olimpico, Serravalle |                           |
| 20h45          |                               | (0 – 4) | 8e Henriksen · 15e (pen.) 17e King · 40e 48e 69e Elyounoussi · 59e Selnæs · 87e Linnes | Arbitrage : Andrew Dallas   | Arbitrage : Andrew Dallas |
| 20h45          | Rapport (FIFA) Rapport (UEFA) |         |                                                                                        | Arbitrage : Andrew Dallas   | Arbitrage : Andrew Dallas |

| 10e journée          | Tchéquie                                             | 5 – 0   | Saint-Marin | Doosan Arena, Plzeň      |                          |
| 8 octobre 2017 20h45 | Krmenčík 8e 23e · Kopic 27e · Novák 71e · Kadlec 83e | (3 – 0) |             | Arbitrage : Alex Troleis | Arbitrage : Alex Troleis |
| 8 octobre 2017 20h45 | Rapport (FIFA) Rapport (UEFA)                        |         |             | Arbitrage : Alex Troleis | Arbitrage : Alex Troleis |

| 8 octobre 2017 | Allemagne                                            | 5 – 1   | Azerbaïdjan   | Fritz-Walter-Stadion, Kaiserslautern |                              |
| 20h45          | Goreztka 9e 66e · Wagner 54e · Rüdiger 64e · Can 81e | (1 – 1) | 34e Sheydayev | Arbitrage : Andris Treimanis         | Arbitrage : Andris Treimanis |
| 20h45          | Rapport (FIFA) Rapport (UEFA)                        |         |               | Arbitrage : Andris Treimanis         | Arbitrage : Andris Treimanis |

| 8 octobre 2017 | Norvège                       | 1 – 0   | Irlande du Nord | Ullevaal Stadion, Oslo   |                          |
| 20h45          | Johansen 71e                  | (0 – 0) |                 | Arbitrage : Serhiy Boyko | Arbitrage : Serhiy Boyko |
| 20h45          | Rapport (FIFA) Rapport (UEFA) |         |                 | Arbitrage : Serhiy Boyko | Arbitrage : Serhiy Boyko |

## Buteurs
| Position | Joueur                 | Pays            | Buts |
| -------- | ---------------------- | --------------- | ---- |
| 1        | Thomas Müller          | Allemagne       | 5    |
| -        | Sandro Wagner          | Allemagne       | 5    |
| -        | Joshua King            | Norvège         | 5    |
| 4        | Julian Draxler         | Allemagne       | 4    |
| -        | Michal Krmenčík        | Tchéquie        | 4    |
| 6        | Serge Gnabry           | Allemagne       | 3    |
| -        | Leon Goretzka          | Allemagne       | 3    |
| -        | Timo Werner            | Allemagne       | 3    |
| -        | Afran Ismayilov        | Azerbaïdjan     | 3    |
| -        | Kyle Lafferty          | Irlande du Nord | 3    |
| -        | Mohamed Elyounoussi    | Norvège         | 3    |
| -        | Antonín Barák          | Tchéquie        | 3    |
| -        | Vladimir Darida        | Tchéquie        | 3    |
| 14       | Mario Gomez            | Allemagne       | 2    |
| -        | Joshua Kimmich         | Allemagne       | 2    |
| -        | Sami Khedira           | Allemagne       | 2    |
| -        | Jonas Hector           | Allemagne       | 2    |
| -        | André Schürrle         | Allemagne       | 2    |
| -        | Steven Davis           | Irlande du Nord | 2    |
| -        | Jamie Ward             | Irlande du Nord | 2    |
| -        | Chris Brunt            | Irlande du Nord | 2    |
| -        | Josh Magennis          | Irlande du Nord | 2    |
| -        | Theodor Gebre Selassie | Tchéquie        | 2    |
| -        | Jan Kopic              | Tchéquie        | 2    |
| 25       | Emre Can               | Allemagne       | 1    |
| -        | Mats Hummels           | Allemagne       | 1    |
| -        | Toni Kroos             | Allemagne       | 1    |
| -        | Mesut Özil             | Allemagne       | 1    |
| -        | Antonio Rüdiger        | Allemagne       | 1    |
| -        | Sebastian Rudy         | Allemagne       | 1    |
| -        | Kevin Volland          | Allemagne       | 1    |
| -        | Amin Younes            | Allemagne       | 1    |
| -        | Shkodran Mustafi       | Allemagne       | 1    |
| -        | Araz Abdullayev        | Azerbaïdjan     | 1    |
| -        | Dimitrij Nazarov       | Azerbaïdjan     | 1    |
| -        | Maksim Medvedev        | Azerbaïdjan     | 1    |
| -        | Ruslan Qurbanov        | Azerbaïdjan     | 1    |
| -        | Rashad Sadygov         | Azerbaïdjan     | 1    |
| -        | Ramil Sheydayev        | Azerbaïdjan     | 1    |
| -        | Jonny Evans            | Irlande du Nord | 1    |
| -        | Conor Washington       | Irlande du Nord | 1    |
| -        | Gareth McAuley         | Irlande du Nord | 1    |
| -        | Conor McLaughlin       | Irlande du Nord | 1    |
| -        | Stuart Dallas          | Irlande du Nord | 1    |
| -        | Stefan Johansen        | Norvège         | 1    |
| -        | Markus Henriksen       | Norvège         | 1    |
| -        | Martin Linnes          | Norvège         | 1    |
| -        | Ole Kristian Selnaes   | Norvège         | 1    |
| -        | Alexander Søderlund    | Norvège         | 1    |
| -        | Martin Samuelsen       | Norvège         | 1    |
| -        | Mirko Palazzi          | Saint-Marin     | 1    |
| -        | Mattia Stefanelli      | Saint-Marin     | 1    |
| -        | Vaclav Kadlec          | Tchéquie        | 1    |
| -        | Filip Novak            | Tchéquie        | 1    |
| -        | Jaromír Zmrhal         | Tchéquie        | 1    |

| Position | Joueur            | Pays                           | CSC |
| -------- | ----------------- | ------------------------------ | --- |
| 1        | Michele Cevoli    | Saint-Marin (pour Azerbaïdjan) | 1   |
| 1        | Davide Simoncini  | Saint-Marin (pour Norvège)     | 1   |
| 1        | Mattia Stefanelli | Saint-Marin (pour Allemagne)   | 1   |
| 1        | Rashad Sadygov    | Azerbaïdjan (pour Norvège)     | 1   |